# Prats-de-Mollo-la-Preste
Prats-de-Mollo-la-Preste (kat.: Prats de Molló i la Presta) – miejscowość i gmina we Francji, w regionie Oksytania, w departamencie Pireneje Wschodnie, położone nad rzeką Tech.
Według danych na rok 1990 gminę zamieszkiwały 1102 osoby, a gęstość zaludnienia wynosiła 8 osób/km² (wśród 1545 gmin Langwedocji-Roussillon Prats-de-Mollo-la-Preste plasuje się na 310. miejscu pod względem liczby ludności, natomiast pod względem powierzchni na miejscu 4.). 

## Zabytki
Zabytki na terenie gminy posiadające status monument historique:
- kaplica św. Małgorzaty i przytułek św. Marii du col d'Ares (Chapelle Saint-Marguerite et hospice Sainte-Marie du col d'Ares)
- kościół świętych Justy i Rufiny (Église Sainte-Juste-et-Sainte-Ruffine de Prats-de-Mollo-la-Preste)
- ermitaż Notre-Dame-du-Coral (Ermitage Notre-Dame-du-Coral)
- Fort Lagarde de Prats-de-Mollo
- Porte d'Espagne
- mury obronne (Remparts de Prats-de-Mollo-la-Preste)
- wieża Mir (Tour de Mir)

## Galeria

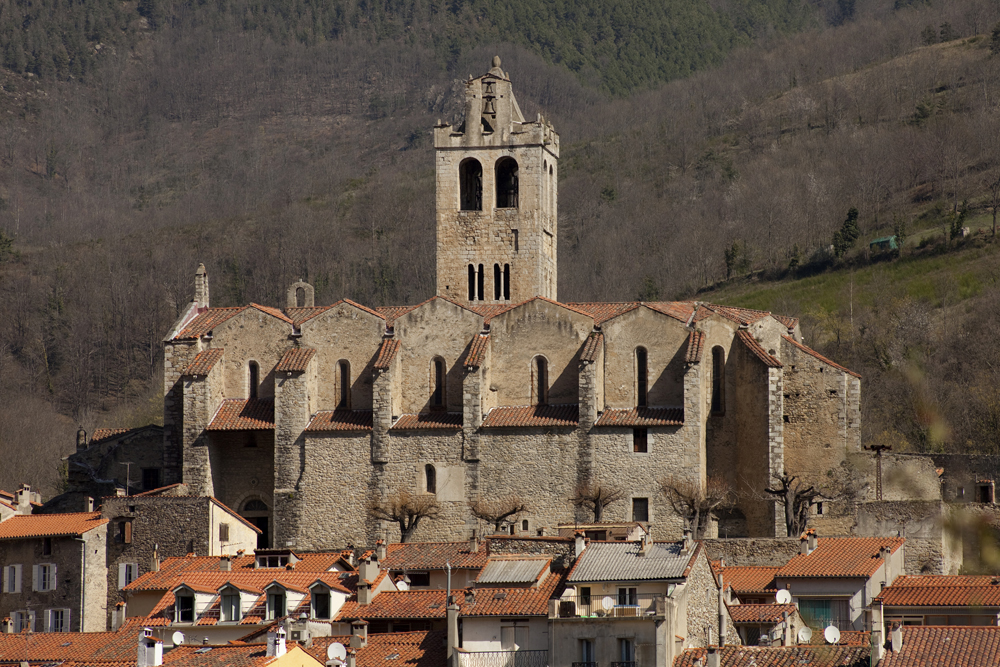
Kościół w Prats-de-Mollo-la-Preste, 2010
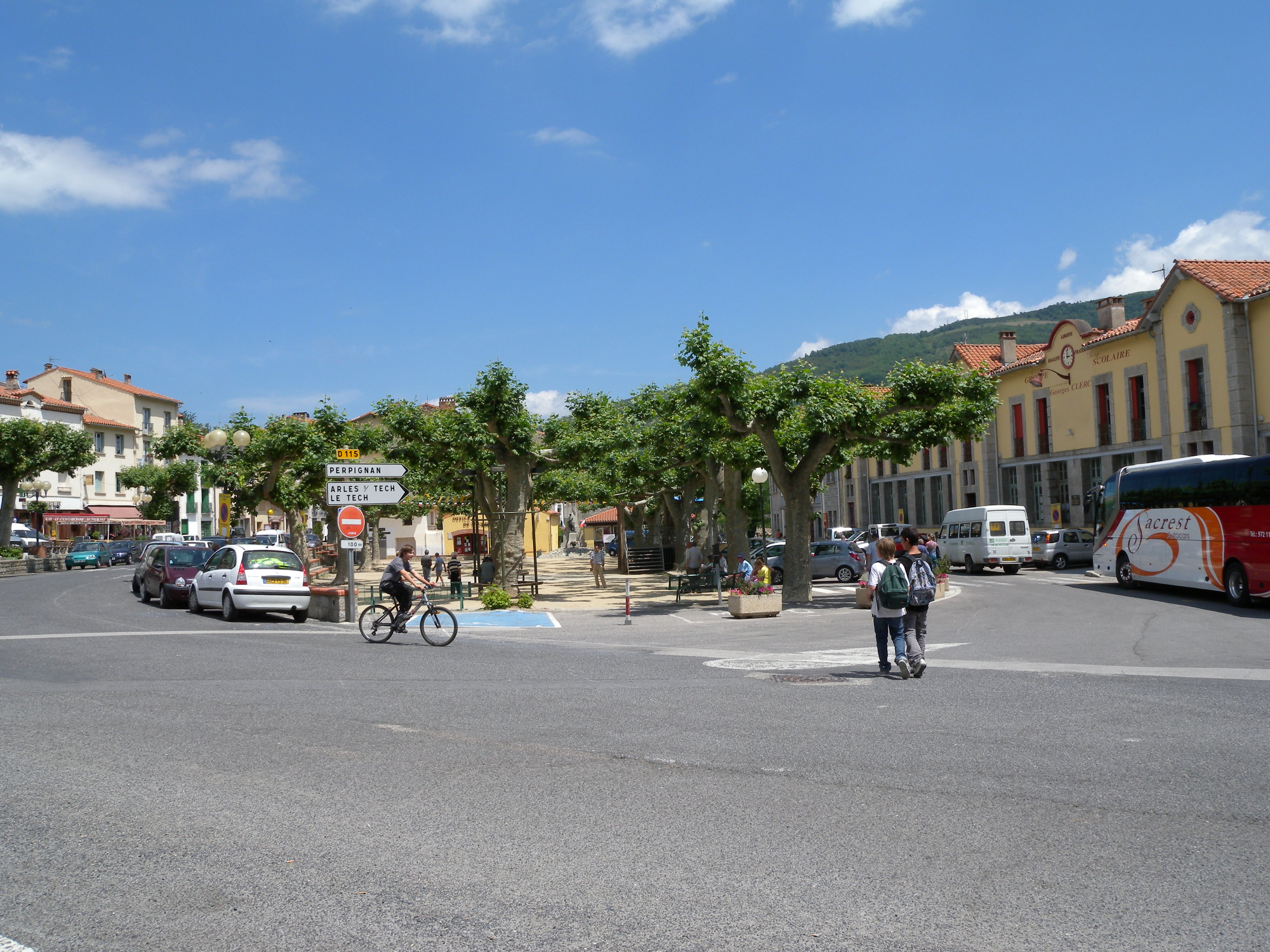
Rynek w Prats-de-Mollo-la-Preste, 2009
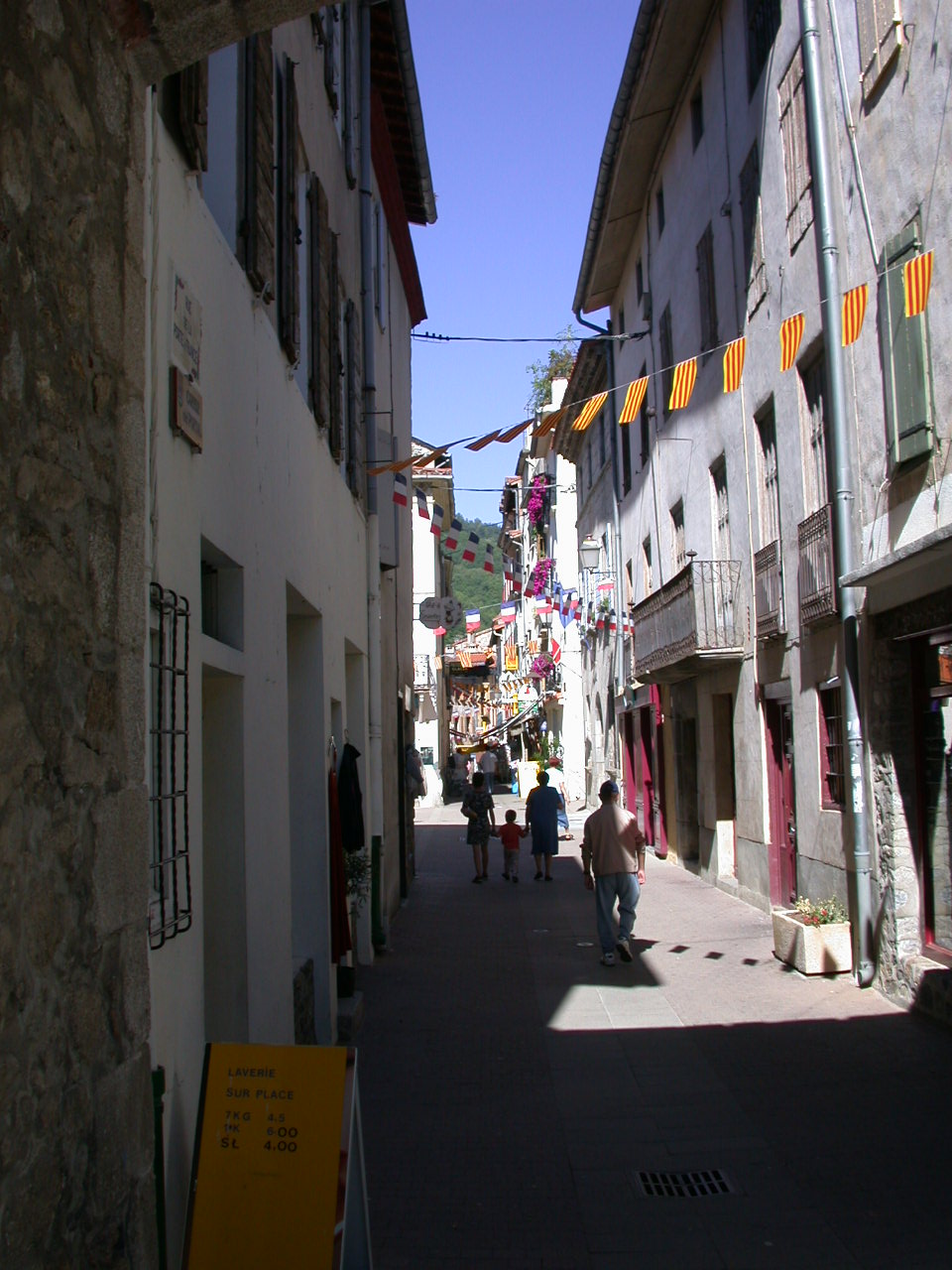
Uliczka w Prats-de-Mollo-la-Preste, 2005

## Populacja

Populacja Prats-de-Mollo-la-Preste w latach 1962–2008